# 巴羅和弗內斯 (英國國會選區)
巴羅和弗內斯（英語：Barrow and Furness），1983年前稱為巴羅因弗內斯（Barrow-in-Furness），英國國會一郡選區，包括英格蘭西北部坎布里亞郡的南部、南萊克蘭的西部和巴羅因弗內斯區的全部。
始於1885年。本區1892年前是自由黨的安全選區，此後是保守黨和工黨競爭的選區。在2010年大選中具有工黨和合作黨雙重黨籍的約翰·伍德科克以48.1%選票勝出首次當選。